# Issaguen
Issaguen (franska: Issaguen (CR), Issaguen (Commune Rurale), arabiska: اساكن) är en kommun i Marocko.   Den ligger i provinsen Al Hoceïma och regionen Tanger-Tétouan-Al Hoceïma, i den nordöstra delen av landet, 230 km öster om huvudstaden Rabat. Antalet invånare är 13 787.